# Aimé Bakula
Pour les articles homonymes, voir Bakula.
Aimé Bakula est un footballeur congolais (RDC), né le 14 février 1985 à Kinshasa. Il jouait au poste de gardien de but pour le TP Mazembe. Il est marié et a deux enfants.

## Palmarès
- Vainqueur de la Ligue des champions de la CAF en 2010 avec le TP Mazembe
- Vainqueur de la Supercoupe de la CAF en 2010 avec le TP Mazembe